# Rudolf Steiner e la Società Teosofica

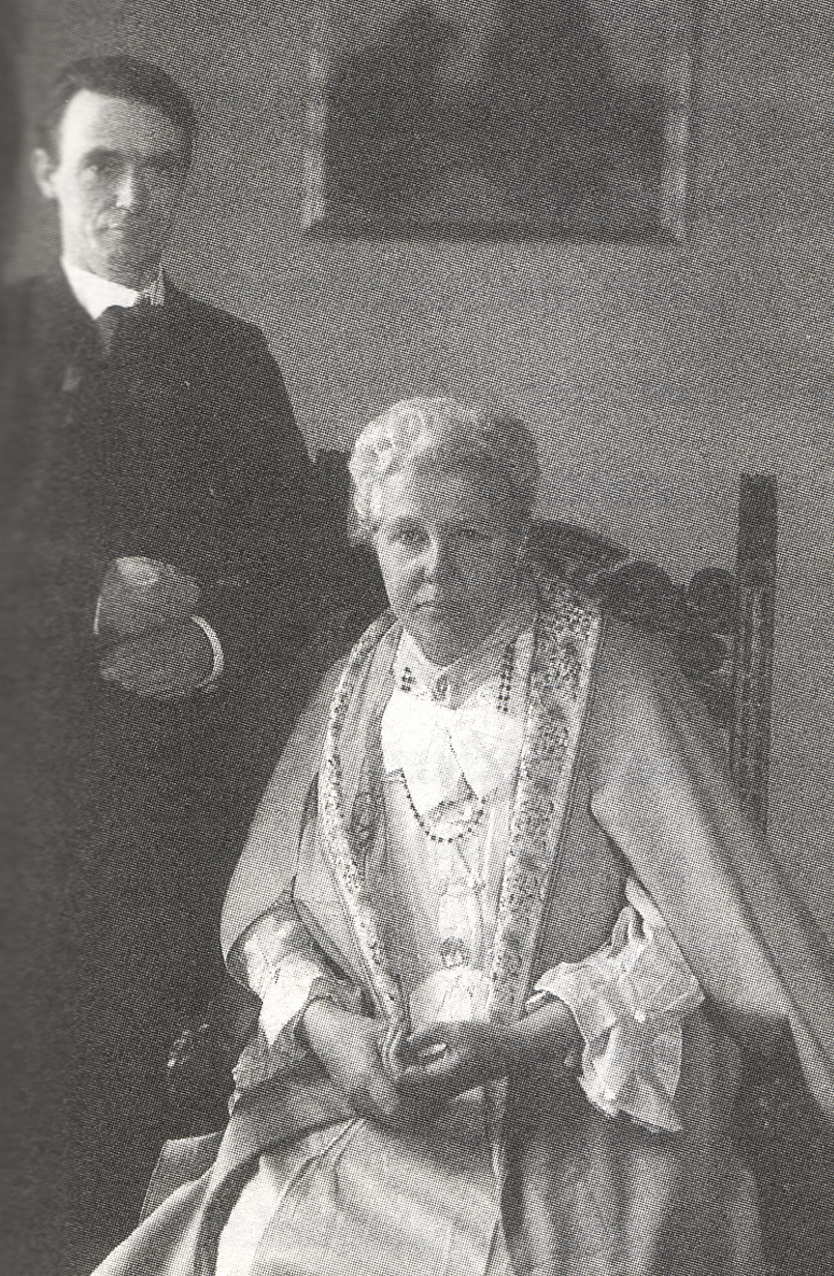
Rudolf Steiner, fondatore dell'antroposofia, assieme ad Annie Besant nel 1907 a Monaco di Baviera

La relazione tra Rudolf Steiner e la Società Teosofica, co-fondata nel 1875 da H.P. Blavatsky con Henry Steel Olcott e altri, era complessa e mutevole.
Nel 1899, Steiner pubblicò un articolo nella rivista Magazin für Literatur, intitolato "Le Rivelazioni segrete di Goethe", sulla natura esoterica della fiaba di Goethe, Il serpente verde. Questo articolo portò ad un invito del conte e della contessa Brockdorff a parlarne in un raduno di teosofi sul tema di Friedrich Nietzsche. Al primo invito seguì un secondo, in occasione della sua prima conferenza completamente "esoterica", ancora una volta sul tema della fiaba di Goethe.
Steiner continuò a parlare regolarmente ai membri della Società Teosofica, diventando il capo della sua nuova sezione tedesca nel 1902. La sezione tedesca della Società Teosofica crebbe rapidamente sotto la guida di Steiner mentre teneva conferenze in gran parte dell'Europa sulla sua scienza spirituale. Attraverso le sue conferenze rivolte ai teosofi, Steiner incontrò Marie von Sievers, proprietaria del quartier generale teosofico a Berlino, che sarebbe diventata la sua partner spirituale e sua seconda moglie. Dalla fine del 1903 Steiner e von Sievers divennero il centro inseparabile della Teosofia di Berlino.
Nel 1904 Steiner fu nominato da Annie Besant come leader di una scuola esoterica per la Germania e l'Austria. Steiner chiarì che questa scuola avrebbe insegnato un percorso spirituale occidentale armonioso, ma differendo fondamentalmente nell'approccio da altri percorsi teosofici. Queste e altre differenze con Besant divennero particolarmente pronunciate al Congresso Teosofico di Monaco nel 1907, organizzato da Steiner: il suo focus sull'espressione artistica fu un netto allontanamento dalla tradizione della Blavatsky.
Una gran parte dei vecchi membri della Società Teosofica dall'Inghilterra, dalla Francia, e specialmente dai Paesi Bassi, erano interiormente scontenti delle innovazioni offerte loro al congresso di Monaco. Cosa che sarebbe stato bene capire, ma ciò che finora era stato chiaramente compreso da pochissimi, era il fatto che la corrente antroposofica aveva dato qualcosa dall'aspetto completamente diverso da quello della Società Teosofica fino a quel momento. IN QUESTA CONSIDERAZIONE INTIMA STA LA VERA RAGIONE PERCHE' LA SOCIETA' ANTROPOPOFICA NON POTEVA ESISTERE PIÙ COME PARTE DELLA SOCIETÀ TEOSOFICA.»
(Rudolf Steiner, capitolo XXXVIII, The Story of My Life, 1928)
L'ulteriore divisione di questi gruppi - i cicli di lezioni di Steiner dal 1909 in poi - ha dato risalto alle sue ricerche favorevoli al cristianesimo, verso cui Madame Blavatsky era stata notevolmente ostile. Così, le tensioni crebbero tra la società principale e la sezione tedesca, arrivando infine a esplodere con la questione di Jiddu Krishnamurti, un giovane ragazzo indiano a cui i leader teosofici Annie Besant e C. W. Leadbeater attribuivano uno status messianico. La maggior parte dei teosofi di lingua tedesca si separò per fondare una nuova società antroposofica alla fine del 1912. Poco dopo, Besant revocò l'appartenenza della sezione tedesca alla Società Teosofica sulla base del rifiuto della sezione nazionale di consentire l'ammissione agli aderenti all'organizzazione Stella d'Oriente, istituita per sostenere la missione di Krishnamurti.
La relazione tra la Società Teosofica centrata ad Adyar, in India e la sua sezione tedesca divenne sempre più tesa quando le nuove tendenze dell'insegnamento di Steiner divennero evidenti. Il punto di rottura arrivò quando C. W. Leadbeater, seguito da Annie Besant, dichiarò che un giovane ragazzo indiano, Jiddu Krishnamurti, era il nuovo Maestro del Mondo, un'incarnazione di Maitreya. Steiner rapidamente negò questa attribuzione a Krishnamurti, sostenendo che l'incarnazione terrena di Cristo in Gesù era un evento unico. Steiner sostenne che, sebbene l'essere umano generalmente attraversi una serie di ripetute vite terrene, l'essere spirituale Cristo si è incarnato solo una volta in un corpo fisico. Cristo, disse, sarebbe riapparso nell '"eterico" - il regno che vive tra le persone e nella vita comunitaria - non come un individuo fisico.
La Società Teosofica tedesca rifiutò l'appartenenza ai membri dell'Ordine della Stella in Oriente, un'organizzazione fondata da Leadbeater e Besant per sostenere la presunta missione di Krishnamurti come nuovo Insegnante del Mondo. Il concetto di Maestro del Mondo era impopolare a molti teosofi, ed è stato ripudiato dallo stesso Krishnamurti nel 1929, portando a una crisi nella Società Teosofica. Era, tuttavia, un principio base della Società Teosofica che ammetteva i seguaci di tutte le religioni.
Gli antroposofi si sentirono offesi quando la Besant insinuò falsamente che Steiner era stato educato dai gesuiti.
La popolarità di Steiner come docente si diffuse ben oltre i confini della Germania: era attivo in Svizzera, nei Paesi Bassi, in Norvegia, in Austria e in altri paesi. Besant cercò di impedirgli di tenere conferenze in Germania, ma ciò ha contravvenuto sia agli statuti della Società Teosofica, sia a una dichiarazione del saluto di Besant a questa attività di conferenze più ampia, pubblicata alcuni mesi prima.
Come risultato del conflitto, due passi seguiti in rapida successione:
- La stragrande maggioranza dei teosofi di lingua tedesca seguì Steiner nella nuova società antroposofica, fondata tra l'agosto e il dicembre del 1912. In un telegramma inviato alla Società Teosofica giustificavano questo passo affermando che era: "basato sul riconoscimento che il Presidente [Besant] aveva continuamente e persino sistematicamente violato questo principio supremo della Società Teosofica, "Nessuna religione più alta della verità", e ha abusato del potere presidenziale in modo arbitrario, ostacolando così il lavoro positivo."[1]
- L'esclusione di Steiner dall'Ordine della Stella in Oriente fu una diretta violazione degli statuti della Società Teosofica e portò debitamente alla revoca della Carta della Sezione tedesca.

Più tardi Steiner sostenne che non si era mai considerato parte del movimento teosofico. Pur essendo il capo della sezione tedesca del movimento, stabilì un punto fermo in merito alla sua completa indipendenza dal pensiero filosofico e dagli insegnamenti esoterici della Società Teosofica. La sua reazione agli eventi di cui sopra fu: "Io stesso vivo ciò che è accaduto - a parte ciò che è stato sobrio e doloroso - come una grande liberazione dalla ristrettezza opprimente che ha caratterizzato la vita nella Società Teosofica per anni."
La struttura di base della cosmologia di Steiner e della sua descrizione dell'essere umano è composta da vari aspetti fisici e spirituali basati sullo schema della Blavatsky, secondo quanti vedono un debito nei confronti di costei. Le elaborazioni di Steiner (nella sua Teosofia e La scienza occulta) tuttavia, divergono dalle altre presentazioni teosofiche sia nello stile che nella sostanza.